# Enneapterygius miyakensis
Enneapterygius miyakensis es una especie de pez de la familia Tripterygiidae en el orden de los Perciformes.

## Morfología
• Los machos pueden llegar alcanzar los 4,5 cm de longitud total.

## Hábitat
Es un pez de mar  y de clima templado.

## Distribución geográfica
Se encuentra en el Japón.